# Station Longueau
Station Longueau is een spoorwegstation in de Franse gemeente Longueau.

## Treindienst
| Serie | Treinsoort | Route                                                                                | Bijzonderheden |
| ----- | ---------- | ------------------------------------------------------------------------------------ | -------------- |
| C 10  | TER (SNCF) | Paris-Nord – Creil – Longueau – Amiens                                               |                |
| K 10  | TER (SNCF) | Paris-Nord – Creil – Clermont-de-l'Oise – Saint-Just-en-Chaussee – Longueau – Amiens |                |
| K 11  | TER (SNCF) | Paris-Nord – Longueau – Amiens                                                       |                |
| K 16  | TER (SNCF) | Paris-Nord – Longueau – Amiens – Abbeville – Boulogne-Ville – Calais-Ville           |                |
| P 10  | TER (SNCF) | Creil – Saint-Just-en-Chaussée – Longueau – Amiens                                   |                |